# قید (ستاره)
الگو:مشخصات جعبه ستاره ۳
قید یا ۴۰ جوی یا امیکرون۲ جوی یک ستاره است که در صورت فلکی جوی قرار دارد.